# Julija Vasiljeva
Julija Olegovna Vasiljeva (ryska: Юлия Олеговна Васильева), född 6 september 1978 i Moskva, är en rysk konstsimmare.
Vasiljeva tog OS-guld i lagtävlingen i konstsim i samband med de olympiska konstsimstävlingarna 2000 i Sydney.